# Saint Martin's School of Art
La Saint Martin's School of Art était une école d'art située à Londres, en Angleterre.

## Histoire
L'établissement a été créé en 1854 par Reverend M. Mackenzie, promoteur de l'éducation industrielle et vicaire de l'église de St-Martin-in-the-Fields. Initialement située à Shelton Street et sous l'égide de la paroisse, la Saint Martin's School of Art devient indépendante en 1859 et est reconnue en tant qu'établissement scolaire par le London County Council en 1894,.
L'école occupe plusieurs bâtiments depuis le milieu du XIXe siècle, dont la librairie Foyles et les installations de l'Union des musiciens, d'entre autres locaux. Elle est relocalisée à Charing Cross Road en 1913. Un nouveau bâtiment conçu par E. P. Wheeler y est construit en 1938,.
Le département de stylisme est établi en 1956 par Muriel Pemberton, diplômée du Royal College of Art. Entre 1952 et 1979, le département de sculpture de l'école est dirigé par Frank Martin et intégré en partie par les artistes Anthony Caro et Eduardo Paolozzi. En 1965, Peter Kardia conçoit le programme « Fine Art » rassemblant pour la première fois les départements de peinture et de sculpture.
En novembre 1975, les Sex Pistols ont donné leur premier concert dans les installations de l'école alors que leur premier bassiste, Glen Matlock, y était encore étudiant.
L'école est devenue partie du London Institute en 1986 avant de fusionner en 1989 avec l'École centrale d'art et de design (en) pour former le Central Saint Martins College of Art and Design.

## Anciens étudiants
- Sade Adu
- Jill Barklem (1951-2017), autrice et illustratrice de livres pour enfants
- Pierce Brosnan
- Peter Doig
- John Galliano
- Bill Gibb
- Janet et Anne Grahame Johnstone
- Bill Woodrow
- Gilbert et George
- Anthony Gormley
- Katharine Hamnett
- Richard Long
- Bruce Oldfield
- Antoniou Platon
- Paul Slack
- Joe Strummer
- Glen Matlock
- Serge de Turville
- Lynette Yiadom Boakye